# Горење при Дивачи
Горење при Дивачи (словен. Gorenje pri Divači, итал. Goregna di Poverio) је насељено место у општини Сежана, Обално-крашка регија, Словенија.

## Историја
До територијалне реорганизације у Словенији било је у саставу старе општине Сежана.

## Становништво
У попису становништва из 2011. године, Горење при Дивачи је имало 128 становника.
| Број становника према пописима | Број становника према пописима | Број становника према пописима |
| ------------------------------ | ------------------------------ | ------------------------------ |
| 1991                           | 2002                           | 2011                           |
| 126                            | 124                            | 128                            |

Напомена: До 1955. исказивано под именом Горење.